# Großämter der Krone Frankreichs

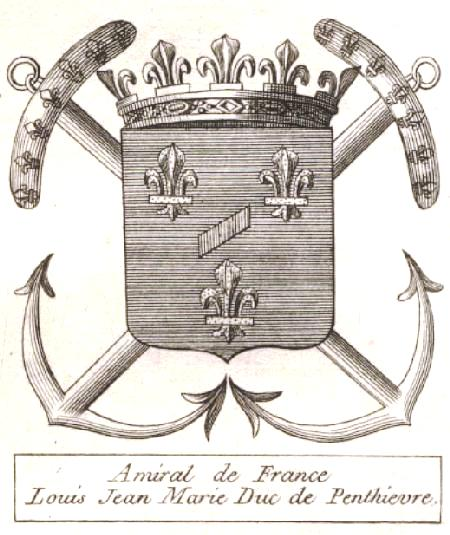
Logo der Großämter der Krone Frankreichs

Die Großämter der Krone Frankreichs (grands offices de la couronne de France) waren die Verwaltungsämter, die im Mittelalter und der Neuzeit dem französischen König direkt unterstellt waren. Ursprünglich zur Merowinger- und Karolingerzeit eingeführt, waren es Marschall (Maréchal), Mundschenk (Bouteiller), Kämmerer (Chambrier) und Seneschall (Sénéchal). Hinzu trat bald als fünftes Amt der Kanzler (Chancellier). Später folgten die anderen Ämter. Im Laufe der Zeit wurden einige Ämter abgeschafft, andere übernahmen deren Aufgabenbereiche, die Stellung der Ämter, deren Qualität (erblich – nicht erblich) und Aufgabenbereiche wandelte sich.
Seit dem Beginn der Neuzeit und eindeutig seit der Regierung Ludwigs XIV. waren die Großen Ämter der Krone ohne jeden tatsächlichen Einfluss. Nur der Kanzler übte seine Aufgaben bis zum Ende des Ancien Régime weiter aus.
Alle Ämter standen zur Disposition des Königs, waren nicht übertragbar, vererbbar oder handelbar. Die Amtsinhaber wurden – mit Ausnahme des Siegelbewahrers – auf Lebenszeit ernannt.
Nach Rangfolge geordnet, die durch eine Erklärung Königs Heinrichs III. 1582 festgelegt wurden und bis zum Ende des Ancien Régime Bestand hatten, gab es:
- Den Kanzler von Frankreich (chancelier de France): anfangs verantwortlich für das Ausfertigen und Siegeln der königlichen Urkunden, später der oberste Justizbeamte;
- Der Kanzler hatte als Stellvertreter den Siegelbewahrer von Frankreich (garde des sceaux de France);
- Den Großmeister von Frankreich (grand maître de France): verantwortlich für den privaten Teil des königlichen Haushalts:
  - Der premier maître d'hôtel, der die sieben Ämter an der königlichen Tafel beaufsichtigte;
    - Der Großbrotmeister von Frankreich (premier panetier de France), der an der Tafel für das Brot zuständig war;
    - Der premier échanson de France, der an der Tafel für den Wein zuständig war;
    - Der premier écuyer tranchant, der das Fleisch des Königs schnitt;

  - Der Großkammerherr von Frankreich (grand chambellan de France), der für die königlichen Gemächer verantwortlich war;
    - Die vier Premier Gentilhomme de la Chambre du Roi (premiers gentilhommes de la chambre du roi) in den Gemächern des Königs;

  - Der Großmeister der Garderobe des Königs (grand maître de la garde-robe du roi), der sich um die Kleidung des Königs kümmerte;
  - Der Großstallmeister von Frankreich (grand écuyer de France): verantwortlich für den königlichen Marstall;
    - Der premier écuyer de France, der den Großstallmeister unterstützte;

  - Der Großjägermeister von Frankreich (grand veneur de France), der für die königlichen Jagden, insbesondere die Hirschjagden zuständig war;
  - Der Grand Fauconnier de France, der für die königlichen Jagden mit Greifvögeln zuständig war;
  - Der grand louvetier de France, der für die Wolfs- und Wildschweinjagd zuständig war;
  - Der Großzeremonienmeister von Frankreich (grand maître des cérémonies) kümmerte sich um die Zeremonien bei Hof;
  - Der grand maréchal des logis war für die Unterkunft des Königs und der königlichen Wachen zuständig;
  - Der grand prévôt de France war für die Sicherheit am Hof und die Jurisdiktion über die königlichen Wachen zuständig;
  - Der Großalmosenier von Frankreich (grand aumônier de France) beaufsichtigte die religiöse Seite des Hoflebens;
    - Der premier aumônier de France unterstützte den Großalmosenier;
- Den Großkammerherr von Frankreich (grand chambellan de France): verantwortlich für die königlichen Gemächer, löste das Amt des Großkämmerers von Frankreich (grand chambrier de France) ab;
- Den Admiral von Frankreich (amiral de France): verantwortlich für die maritimen Angelegenheiten. Das Amt wurde 1627 aufgehoben und 1669 wiedereingeführt;
- Die Marschälle von Frankreich (maréchal de France): Militärische Würdenträger und de facto Oberbefehlshaber der Armee nach der Aufhebung der Würde des Connétable;
- Den Großstallmeister von Frankreich (grand écuyer de France): verantwortlich für den königlichen Marstall;
- Der Großmundschenk von Frankreich (grand bouteiller de France): verantwortlich für die Versorgung des Hofes mit Wein und Weinbränden und für die Weinberge;
- Der Großküchenmeister von Frankreich (grand queux de France): verantwortlich für die Aufsicht der Küchen am Hof (frz. le queux (veraltet) = der Koch);
- Der Großbrotmeister von Frankreich (grand panetier de France): verantwortlich für die Versorgung des Hofes mit Brot.

Der Großalmosenier von Frankreich (grand aumônier de France) und die Generaloberste (colonels généraux) werden gelegentlich ebenfalls als Inhaber von Großämtern der Krone angesehen.
Aufgehobene Großämter:
- Der Seneschall von Frankreich (sénéchal de France): Chef des königlichen Hauses und der Armee; der Titel wurde 1191 abgeschafft.
- Der Großkämmerer von Frankreich (grand chambrier de France): Chef der königlichen Gemächer, der Finanzen und Urkunden; 1545 von Franz I. abgeschafft.
- Den Connétable von Frankreich: anfangs verantwortlich für den königlichen Marstall, dann für die Armee. Das Amt wurde 1626 nach dem Tod des letzten Amtsinhabers aufgelöst, da die Macht, die damit verbunden war, die Macht des Königs berühren konnte.
- Den Großmeister der Artillerie (grand maître de l'artillerie): verantwortlich für die Artillerie, die Standorte und die Verpflegung der Armee. Dieses Amt wurde von König Heinrich IV. 1601 als königliches Großamt geschaffen und von Ludwig XV. 1755 aufgehoben.